# Scopula bimacularia
Scopula bimacularia là một loài bướm đêm trong họ Geometridae.